# Double You
I Double You sono un gruppo musicale eurodance italiano formatosi nel 1985.

## Storia
Il gruppo nasce a La Spezia, quando William Naraine (cantante), Franco Amato (musicista), Andrea De Antoni (DJ) e Riccardo Bronzi (deejay, che lascerà il gruppo al termine delle registrazioni del singolo Please Don't Go) iniziano la loro collaborazione artistica. Il successo è imminente quando i quattro ragazzi incontrano nel 1991 il produttore discografico Roberto Zanetti, cantante noto con lo pseudonimo di Savage famoso durante gli anni Ottanta. Nel gennaio del 1992 esce il primo singolo Please Don't Go, con il quale i Double You (rimasti in tre) iniziano una tournée, che li porterà a girare mezza Europa. La canzone è una cover di un successo di KC and the Sunshine Band del 1979. Con 3 milioni di copie vendute, Please Don't Go si aggiudica il disco d'oro e di platino in diversi paesi.
Il successo mondiale arriva con l'uscita del secondo singolo We All Need Love, nel giugno del 1992. Esce il primo album We All Need Love, che contiene altri 2 singoli di successo, Who's Fooling Who e With Or Without You. Double You è il gruppo di musica dance più famoso del momento, e viene ospitato nei programmi televisivi di tutto il mondo. Prima di Natale esce la canzone Why (Let's Make It Christmas). Nel 1993 escono i singoli Missing You e Part-Time Lover, quest'ultimo cantato in coppia con Alexia.
Nei primi mesi del 1994 esce il secondo album The Blue Album, dal quale vengono estratti altri due singoli di grande successo, Heart Of Glass e Run To Me. The Blue Album vende più di 300 000 copie in Brasile dove i Double You hanno l'onore di esibirsi in tutti i più grandi teatri e sale da concerto. Nell'aprile del 1995 esce il singolo Dancing With An Angel, dove il gruppo si avvale della voce di Sandy Chambers; questo brano spopola in tutta Europa, mentre in Italia viene fatta una tournée di circa otto mesi. A fine estate Double You canta nel primo singolo di Alexia Me And You. In autunno esce Because I'm Loving You, sempre in collaborazione con Sandy Chambers; questo singolo viene promosso in diverse versioni.
Nel 1996 De Antoni lascia il gruppo. In questo periodo i Double You hanno un grande successo in Brasile, ed è per questo motivo che solo per il mercato brasiliano esce l'album Forever, che vende 150 000 copie. I singoli promozionali sono If You Say Goodbye e Send Away The Rain. Nel giugno del 1997 esce il singolo Somebody. Nello stesso anno ancora in Brasile esce l'album The Best Of Double You. Alla fine del 1998, anticipato dal singolo Do You Wanna Be Funky, esce il quarto album Heaven, dal quale vengono estratti i singoli Ain't No Stopping Us Now e Desperado.
Nel 2000 i Double You si sciolgono, ma prima rilasciano un ultimo singolo Music (Is The Answer). Nello stesso anno in Brasile esce un secondo album raccolta, Pèrolas. Naraine continua a cantare come solista, mantenendo il nome d'arte di Double You. Nel 2001 solo per il mercato brasiliano esce l'album Studio Live, una raccolta di vecchi successi in versione remix con l'aggiunta del singolo promozionale Dance Anymore. Nel 2002 escono i brani Message In A Bottle (in collaborazione con T-Factory) e I'll Be Over You (in collaborazione con Love Solution). Nel luglio del 2003 esce Everything I Do, a questo singolo segue una nuova tournée nelle principali città brasiliane.
Dal 2002 Naraine collabora con Dj Ross,Vito Ulivi, Marco Baratta, Rick Sudano usando lo pseudonimo D.Y (ovvero "Double You") incidendo diversi singoli di successo tra cui Get Up, Beat goes on, To the Beat, Change, Friends scritti insieme a Vito Ulivi, Marco Baratta e Rick Sudano. Nel novembre del 2007 esce solo in Brasile il CD-DVD Double You Live. Dopo tredici anni, sempre per il mercato brasiliano, Double You nel 2011 incide un nuovo album di inediti, Life; il primo singolo estratto è If I Could Fall. Nel 2012 Naraine collabora con Vincenzo Callea dei Ti.Pi.Cal nel singolo Turn Off The Lights.

## Formazione
Originale
- William Naraine
- Franco Amato
- Andrea De Antoni

Attuali
- William Naraine
- Gino Martini
- Gustavo Filipovich
- Paulo Soveral
- Missaka
- Dario Carli
- Antonello Pudva
- Rick Sudano

## Discografia

### Album in studio
- 1992 - "We All Need Love"
- 1994 - "The Blue Album"
- 1996 - "Forever"
- 1997 - "The Best of Double You"
- 1998 - "Heaven"
- 2000 - "Pèrolas"
- 2001 - "Studio Live"
- 2007 - "Double You Live"
- 2011 - "Life"

### Album di remix
- 1993 - "Why" ("Let's Make It Christmas")
- 1993 - "The Remixes"
- 1995 - "The 12" Mixes"

### Album dal vivo
- 2007 - "Double You Live"

### Singoli
- 1992 - "Please Don't Go"
- 1992 - "We All Need Love"
- 1992 - "Who's Fooling Who"
- 1993 - "With Or Without You"
- 1993 - "Missing You"
- 1993 - "Part-Time Lover"
- 1994 - "Heart Of Glass"
- 1994 - "Run To Me"
- 1995 - "Dancing With An Angel"
- 1995 - "Because I'm Loving You" (Include "Loving You")
- 1996 - "If You Say Goodbye"
- 1996 - "Send Away The Rain"
- 1997 - "Somebody"
- 1998 - "Do You Wanna Be Funky"
- 1999 - "Ain't No Stopping Us Now"
- 1999 - "Desperado"
- 2000 - "Music" ("Is The Answer")
- 2001 - "Dance Anymore"
- 2001 - "Please Don't Go" ("Remix")
- 2002 - "Message In A Bottle" ("Feat" T-Factory)
- 2002 - "I'll Be Over You" ("Feat" Love Solution)
- 2003 - "Everything I Do"
- 2005 - "Get Up" ("Vs" Dj Ross)
- 2005 - "Beat Goes On" ("Vs" Dj Ross)
- 2006 - "Everything I Do" ("Feat" Don Cartel)
- 2006 - "The Volume" ("Vs" GM)
- 2006 - "What Can I Do" ("Vs" GM)
- 2007 - "To The Beat" ("Vs" Dj Ross)
- 2008 - "Change" ("Vs" Dj Ross)
- 2008 - "Lose Control" ("Vs" GM)
- 2009 - "Please Don't Go 2009" ("Vs" Dj Ross)
- 2011 - "If I Could Fall"

### Singoli promozionali
- 1996 - "Gonna Be My Baby"
- 1996 - "Gimme All Your Love"
- 1999 - "You and I"

### Collaborazioni
- 1995 - "Me And You" (Alexia "Feat" Double You)
- 2012 - "Turn Off The Lights" (Vincenzo Callea "Vs" William Naraine)